# Complemento argumental
El complemento argumental es el complemento del verbo que posee un carácter fundamentalmente fraseológico o léxico y es seleccionado por un verbo concreto para formar una lexía o colocación equivalente, por lo general, a otro verbo de más curso. Por ejemplo: "Pedro se dio cuenta del engaño". Las colocaciones más usadas en castellano son:
- Verbo + (sujeto gramatical) + sustantivo: "Desatarse una polémica", "tomar cuerpo", "zanjar la discusión", "tomar medidas", "plantear problemas", etc.
- Verbo + preposición + sustantivo: "Llevar a cabo", "poner en marcha / en cuestión / de manifiesto...", "ponerse de acuerdo" etc.

- Datos: Q5780016